# Loanhead Stone Circle

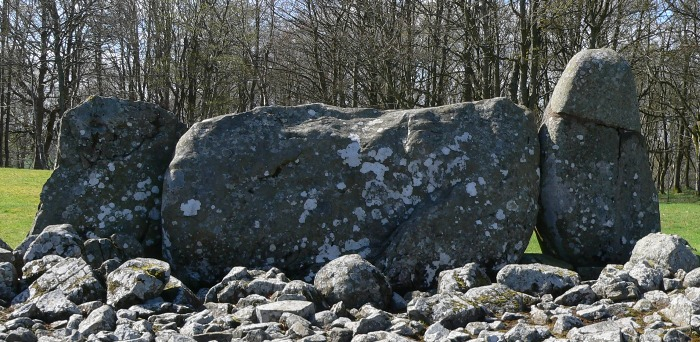
De liggende steen met beide flankerende stenen.

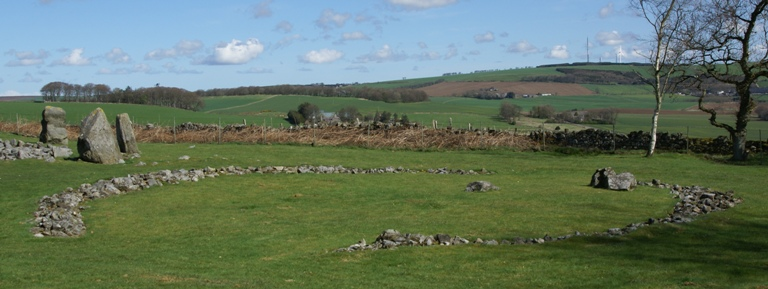
De crematiebegraafplaats.

De Loanhead Stone Circle, ook Loanhead of Daviot, is een Recumbent Stone Circle, gelegen
8,3 kilometer ten noordnoordwesten van Inverurie in de Schotse regio Aberdeenshire.

## Beschrijving

### Steencirkel met cairn
De Loanhead Stone Circle bestaat uit acht stenen, twee flankerende stenen en een door vorst beschadigde liggende steen. De cirkel heeft een diameter van 20,7 meter.
De stenen die het verste af staan van de liggende steen beginnen met een hoogte van 1,4 meter; de stenen worden grofweg hoger naarmate ze dichter bij de liggende steen staan. De westelijke flankerende steen is de hoogste steen met een hoogte van 2,3 meter.
In de steencirkel bevindt zich een ring cairn van losse stenen met een diameter van 16,5 meter. De cairn is van het type clava cairn. In het centrum is een min of meer ronde ruimte met een diameter van 4,1 meter open gehouden.
Uit opgravingen in 1932 bleek dat in het midden van de cirkel een brandstapel van wilgenhout was verbrand voordat de ring cairn was opgericht. In de centrale ruimte zijn veel resten van potten en menselijke botten gevonden. Zo werden er schedelfragmenten van vijftig kinderen in de leeftijd van 2 tot 4 jaar gevonden. Ook stenen gebruiksvoorwerpen werden er gevonden.
De gevonden potscherven zijn van het type Lyles Hill ware en vroeg beaker. Dit suggereert dat de cirkel waarschijnlijk uit het late neolithicum stamt, de eeuwen na 3000 v.Chr.
De steen ten oosten van de oostelijke flankerende steen heeft twaalf cup and ring marks op de zijde gericht naar de ring. Een lijn getrokken vanuit het centrum, die vervolgens de linkerzijde van deze steen raakt, heeft een azimut van 139 graden en een declinatie van -23.8 graden, de midwinterzonsopgang.
Dit is ongebruikelijk voor een recumbent stone circle.

### Crematiebegraafplaats
Ten oosten van de cirkel liggen de resten van een crematiebegraafplaats, waar voedselpotten en gecremeerde menselijke resten werden gevonden uit de vroege/midden bronstijd.
Het is aannemelijk dat deze crematiebegraafplaats is ontstaan, toen de steencirkel in onbruik raakte, vermoedelijk circa 1500 v.Chr.. Rond 500 v.Chr. werd in deze cirkel aan metaalbewerking gedaan.

## Beheer
De Loanhead Stone Circle wordt beheerd door Historic Environment Scotland.